# Laisorolai de Baixo
Laisorolai de Baixo (Laisorulai de Baixo, Laissorolai Craic, „Unter-Laissorolai“) ist ein osttimoresischer Suco im Verwaltungsamt Matebian (Gemeinde Baucau).

## Geographie
Vor der Gebietsreform 2015 hatte Laisorolai de Baixo eine Fläche von 7,55 km². Nun sind es 5,00 km². Der Suco liegt im Südosten des Verwaltungsamts Matebian. Der Cassaquiar ist ein Quellfluss des Seiçals.
Im Zentrum des Sucos liegt das Dorf Uatalio und im Südosten der Ort Uluisi und Dara-Oma (Daraoma). Außerdem reicht hier der Ort Bualale aus dem gleichnamigen Suco nach Laisorolai de Baixo hinein. In Uatalio gibt es eine Grundschule.
Im Suco befinden sich die vier Aldeias Dara-Oma, Lego, Saua-Cassa und Ulu-Soro.

## Einwohner
Im Suco leben 862 Einwohner (2022), davon sind 443 Männer und 419 Frauen. Im Suco gibt es 174 Haushalte. Über 95 % der Einwohner geben Makasae als ihre Muttersprache an.

## Politik
Bei den Wahlen von 2004/2005 wurde Norberto Fernandes zum Chefe de Suco gewählt und 2009 in seinem Amt bestätigt. 2016 gewann Julio Pinto und wurde 2023 wiedergewählt.
2023 wurden zum Chefe de Aldeias gewählt: Antonio A. dos Santos (Dara-Oma), Hipolito Cabral (Lego), Americo Fernandes (Ulu-Soro) und Muhamad Hidayat (Saua-Cassa).